# Michael Key
Michael "BearDaBeast" Key is een Amerikaans professioneel gamer en point guard van T-Wolves Gaming, bekend om het winnen van de NBA 2K League-kampioenschappen in 2019.

## Carrière
Michael "BearDaBeast" Key begon zijn carrière als gamer in North Carolina, waar hij naast zijn passie voor basketbal ook competitief bezig was met videogames. Hij speelde vooral het spel NBA 2K, en vanaf 2016 begon hij tegen de beste spelers ter wereld te strijden. Key stond bekend om zijn uitstekende prestaties in lokale toernooien, waaronder GameStop-wedstrijden, waarin hij steevast de winnaar was.
In 2018 probeerde Key zich te kwalificeren voor de eerste officiële NBA 2K League-competitie, maar werd niet gekozen tijdens de draft. Ondanks deze tegenslag gaf hij niet op en in 2019 werd hij als eerste keuze in de eerste ronde geselecteerd door T-Wolves Gaming, het e-sportteam van de Minnesota Timberwolves. Onder zijn leiding als point guard leidde hij het team naar hun allereerste NBA 2K League-kampioenschap in 2019, waarbij ze in de finale 76ers GC versloegen.
Naast zijn rol als speler voor T-Wolves Gaming, geniet Key van de groeiende populariteit van e-sports. Hij is een van de boegbeelden van de NBA 2K League geworden door zijn charisma, teamspirit en talent. In 2020 tekende hij opnieuw bij het team en speelde hij een cruciale rol in het verder ontwikkelen van de sport. Zijn prestaties hebben hem niet alleen respect binnen de gamingwereld opgeleverd, maar ook aanzienlijke financiële beloningen, waaronder salarissen, prijzenpotten en sponsorcontracten. Key blijft naast zijn competitieve carrière actief betrokken bij jongeren en geeft hen inspiratie om hun eigen weg in de gamingwereld te vinden.